# Western Carolinas League
La Western Carolinas League fu una lega minore del baseball USA. Fu attiva come Classe D nel 1948-52 e nel 1960-62 e nel basso livello della Classe A fra il 1963 e il 1979. La WCL ha cambiato il suo nome all'inizio del 1980 in 
Class D (1948-52, 1960-62) and a low Class A (1963-79) full-season league South Atlantic League, un circuito oggi di grande successo con squadre dall'Eastern Seaboard dalla Georgia al  New Jersey.
Originariamente chiamata "Western Carolina League," nel 1948-52 la WCL comprendeva solo squadre delle contee di Piedmont e Blue Ridge dell'ovest della Carolina del Nord. Si fuse poi con la North Carolina State League per formare l'effimera Tar Heel League, di classe D, che visse solo due stagioni prima di fallire.
Nel 1960, la WCL rinacque nel circuito Class D con farm teams della Continental League. Quando la CL fu fatta naufragare dall'espansione della Major League Baseball, i membri della Western Carolinas League divennero affiliati alle squadre della MLB. Nel 1963 fu promossa a classe A nella riorganizzazione delle leghe minori.